# 陈迈平
陈迈平（1952年11月4日—），江苏常熟人，籍贯湖南湘潭，笔名万之，现与妻子陈安娜居于瑞典斯德哥尔摩，翻译家。

## 生平
1952年，陈迈平出生在江苏省常熟市，父亲是湖南省农民运动的先驱，母亲是江南名医世家，他曾先后在上海复旦大学附属小学、复兴中学读书。
1966年，文化大革命爆发，陈迈平参加上山下乡运动，到内蒙古兴和县当了知青，干过医生、护士、教师等职务。
1978年，高考恢复，陈迈平考取了首都师范大学，得学士学位，后又到中央戏剧学院读硕士，期间参与《今天》雜誌的编辑。
1986年，陈迈平到挪威奥斯陆大学读博士。
1990年，陈迈平在瑞典斯德哥尔摩大学执教。他和汉学家马悦然是同事。后来因为护照问题，陈迈平加入瑞典国籍。
2009年，陈迈平担任瑞典笔会理事兼任国际秘书。
2015年，瑞典文学院宣布将2015年的瑞典文学翻译奖授予陈迈平。

## 作品

### 小说集
- 《13岁的足球》[4]

### 译著
- 《沟通：面向世界的中文文学》，瑞典文译中文[4]
- 《在世上做安娜》，瑞典文译中文[4]
- 《阿尼阿拉号》，瑞典文译中文，上海人民出版社，原著马丁松，2012年，ISBN 9787208105874。[4]